# Lekovina
Lekovina (en serbe cyrillique: Лековина) est un village du nord-est du Monténégro, dans la municipalité de Bijelo Polje.

## Démographie

### Évolution historique de la population[1]
| 1948 | 1953 | 1961 | 1971 | 1981 | 1991 | 2003 |
| ---- | ---- | ---- | ---- | ---- | ---- | ---- |
| 660  | 906  | 886  | 735  | 612  | 466  | 397  |